# Deutsches Maiskomitee
Das Deutsche Maiskomitee e. V. (DMK) ist ein landwirtschaftlicher Interessenverband mit Sitz in Bonn. Satzungsgemäße Aufgabe des DMK ist es, Maiszüchtung, -anbau sowie -verwertung in allen Bereichen mit Informationen und fachlichen Ratschlägen zu unterstützen.

## Geschichte
Der Verein wurde am 18. Januar 1956 gegründet und konnte auf die Arbeit der sechs Jahre zuvor gegründeten Arbeitsgemeinschaft Deutscher Hybridmais aufbauen. Diese hatte mit der gezielten Anbau- und Einfuhrberatung von Maissaatgut begonnen und die Hybridmaiszüchtung in Deutschland in Gang gebracht. Erster Vorsitzender und gleichzeitig Geschäftsführer war Werner Schulze aus Frankfurt. Mit der Mitgliederversammlung vom 27. August 1957 in Hannover wurden diese Aufgaben personell getrennt und die Deutsche Landwirtschaftsgesellschaft (DLG) erklärte sich bereit, die Geschäftsführung durch ihren Mitarbeiter Jost von Lochow zu stellen. Schwerpunkt der ersten Jahre waren Organisation des Saatmaisimports, Aufbau einer Hybridmaiszüchtung in Deutschland, Sortenversuche zur Prüfung der Anbauwürdigkeit, Prüfung und Untersuchungen zu Futterwert und arbeitswirtschaftliche Aspekte des Maisanbaus.
Die Maisanbaufläche wuchs in den folgenden Jahren stark an und erweiterte das Aufgabenspektrum des DMK stetig. Das Bundeslandwirtschaftsministerium und die DLG sahen sich in der Phase wachsender Aufgaben und Tätigkeiten nicht länger in der Lage, das Deutsche Maiskomitee im notwendigen Umfang zu unterstützen. Daher wurde der Mitgliederversammlung vom 26. September 1972 in Nienburg ein neues Konzept mit Satzungs-, Arbeits- und Finanzierungsplan vorgelegt. Kern der neuen Organisation waren die Einstellung eines hauptamtlichen Geschäftsführers, die Einrichtung einer eigenen Geschäftsstelle und die Schaffung von Fachausschüssen. Durch den Aufbau einer EU-Sortenprüfung rückte das Sortenwesen Ende der 80er Jahre weiter in den Vordergrund und machte 1993 die Gründung der DMK-Dienstleistungseinheit Pro-Corn GmbH notwendig. Bis heute ist das Deutsche Maiskomitee ein eingetragener Verein mit Mitgliedern aus allen Bereichen der Landwirtschaft.

## Ziele
Der Verein verfolgt nach eigenen Angaben ausschließlich gemeinnützige Ziele. Erarbeitung und Weitergabe von Informationen, Koordination von Versuchs- und Forschungsvorhaben und der Dialog mit Politik und Gesellschaft sind die wichtigsten Merkmale der Arbeit des DMK.

## Aufgaben
Satzungsgemäße Aufgabe des Vereins ist es, den Maisanbau sowie die Verwertung in allen Bereichen mit Informationen und fachlichen Ratschlägen zu unterstützen. Die Basis dazu liefern die Fachausschüsse und Arbeitsgruppen.
Insbesondere werden folgende Tätigkeiten vom DMK übernommen:
- Koordination und Veröffentlichung von Ergebnissen der Eignungsprüfungen von Maissorten[5]
- Durchführung von Versuchsprojekten in Zusammenarbeit mit den Mitgliedern[6][7]
- Veranstaltung von Fachtagungen und Gesprächsrunden[8][9][10][11][12]
- Vermittlung internationaler Kontakte[13][14]
- Herausgabe von Informationen für die Praxis (Zeitschrift mais, sortenspiegel.de, maisprog.de, Broschüren, Schriften, Newsletter)[5][15][16]
- Pressearbeit zur Förderung des Dialogs zwischen Gesellschaft und Landwirtschaft[17][18][19]

## Mitglieder
Das DMK vereinigt Landwirte, Vertreter der amtlichen Beratung und Verwaltung, der Wissenschaft, der Maiszüchtung und landwirtschaftlich orientierter Unternehmen. Im DMK wirken somit alle Gruppen und Einrichtungen zusammen, die sich mit der Züchtung, dem Anbau und der Verwertung von Mais befassen. Zurzeit sind ca. 500 Einzelpersonen und rund 80 Unternehmen, Verbände und Institutionen Mitglied des DMK.

## Ausschüsse und Arbeitsgruppen
Um einen regen Austausch zwischen den Mitgliedern und Institutionen herzustellen sowie aktuelle Fragen und neue Erkenntnisse des Maisanbaues für alle zugänglich zu machen, finden regelmäßig Vortragsveranstaltungen und Praktikertage statt. Diese Veranstaltungen werden durch die Fachausschüsse und deren Arbeitsgruppen durchgeführt. Fachausschüsse des DMK sind:
- Futterkonservierung und Fütterung[22]
- Information und Kommunikation
- Ökonomie und Markt
- Anbausysteme und Nachhaltigkeit
- Züchtung, Sorten- und Saatgutwesen[23][24]

## Förderpreis
Seit 1998 verleiht das DMK einen Förderpreis an Nachwuchswissenschaftler, die sich in ihren Abschlussarbeiten mit dem Thema Mais befassen und damit einen Beitrag zum wissenschaftlich-technischen Fortschritt leisten. Seit 2011 werden neben Dissertationen auch Bachelor- / Masterarbeiten in einer eigenen Kategorie ausgezeichnet. Die Verleihung der mit einem Geldpreis dotierten Auszeichnung findet jährlich anlässlich der DMK-Jahrestagung statt.

## Deutscher Maisclub
Im Jahr 1976 entstand neben dem DMK der Deutsche Maisclub (DMC), der sich besonders um die Verbreitung neuer Dreiwegehybriden zur Silageerzeugung in Deutschland engagierte. Zu dieser Sortengruppe zählte beispielsweise Blizzard-Mais.

## Internationaler Mais- und Informationsring (IMIR)
In den 60er Jahren gründeten Landwirte und Berater aus Südbaden, dem Elsaß und der Nordschweiz der Internationale Mais- und Informationsring (IMIR). Seine Mitglieder treffen sich zu jährlichen Tagungen und Exkursionen. Zudem organisiert der IMIR eigene Sortenversuche.